# Vem dömer
Vem dömer är en svensk dramafilm från 1922 i regi av Victor Sjöström.

## Om filmen
Filmen premiärvisades 1 januari 1922. Den spelades in i Filmstaden Råsunda med exteriörer från Råsunda av J. Julius. Hjalmar Bergmans filmmanus Vem dömer? publicerades som bok i samband med filmens lansering, illustrerad med bilder ur filmen.

## Handling
Ursula, som är olyckligt gift,   försöker förgifta sin make Anton, men det hon tror är gift är ofarligt. Hennes man ser i en spegel vad hon försöker göra och dör av chocken. Ursula anklagas för mord och hennes älskare Bertram erbjuder sig att ta hennes straff. Målet  avgörs i Guds domstol där den anklagade skall gå igenom ett bål och Ulrika förklaras oskyldig.

## Rollista (i urval)
- Jenny Hasselquist - Ursula
- Ivan Hedqvist - Mäster Anton, hennes man, bildskärare
- Tore Svennberg - borgmästaren
- Gösta Ekman - Bertram, hans son
- Knut Lindroth - priorn
- Waldemar Wohlström - tiggarmunken
- Nils Asther - lärling
- Paul Seelig - lärling
- Nils Lundell - uppviglare
- Tyra Dörum - Ursulas tjänstekvinna
- Bror Berger - bödeln
- Lars Egge - lutspelaren på rådhuskällaren
- Edvin Adolphson - gäst på rådhuskällaren/man i pöbeln
- Nils Jacobsson - gäst på rådhuskällaren/man i pöbeln
- Sven Quick - gäst på rådhuskällaren/man i pöbeln